# Arina Tanemura
Arina Tanemura (種村 有菜 Tanemura Arina?, Ichinomiya, Japón, 12 de marzo de 1978) es una mangaka especializada en la demografía Shôjo. Su primer trabajo fue Amor de segundo plato (2番目の恋のかたち Niban-me no Koi no Katachi?), que luego fue reimpreso en su trabajo ¡Qué difícil es ser una chica! (かんしゃく玉のゆううつ Kanshaku-dama no yūutsu?) junto a otras 3 historias autoconclusivas. Más tarde, Tanemura saltó a la fama con la publicación en 1997 de I·O·N, un romance de secundaria con un toque sobrenatural. Actualmente está trabajando en la Margaret, con Neko to Watashi no Kinyoubi y 31 Ai Dream.

## Historia
Debutó en 1996, con Amor de segundo plato, recopilado en ¡Qué difícil es ser una chica! (en 1998), junto a otras dos obras autoconclusivas (Amor de verdad, Romance en una tarde lluviosa) y la obra cuyo nombre lleva el tomo. En 1997, saltó a la fama con I.O.N. De 1998 a 2000, trabajó en el popular manga Kamikaze Kaitō Jeanne; seguido por Time Stranger Kyoko en 2000 y 2001; Full Moon wo Sagashite, desde 2002 hasta 2004; Shinshi Doumei Cross, desde 2004 hasta 2008, con la cual rompió su tradición al tener más de siete volúmenes en una sola serie y fue su primera obra no fantástica. Al terminar con Shinshi, trabajó en un tomo único, Zettai Kakusei Tenshi Mistress Fortune, como "descanso" antes de empezar con Sakura Hime Kaden. Sakura-hime terminó en 2012 con 12 tomos, superando de nuevo el límite de Shinshi, lo que supuso el final de Arina en la Ribon, comenzando en la Margaret. Aun así, Arina comenzó a trabajar en la Margaret al mismo tiempo que seguía publicando Sakura-hime en la Ribon, con Fuudanjuku Monogatari, un tomo autoconclusivo sobre un grupo de idols femeninas que visten con ropas masculinas. Al terminar con Sakura-hime, comenzó con Neko to Watashi no Kinyoubi, aun en curso.
Durante sus obras principales, dibujó algún oneshot, recogidos junto a otras obras.
A pesar de las intenciones de Tanemura de dibujar con un estilo que hace que sus historias sean difícil de animar, tanto Kamikaze Kaitō Jeanne y Full Moon han sido adaptados a series de televisión. También se hizo una pequeña adaptación a anime de Time Stranger Kyoko con un pequeño OVA de unos 15 minutos, aunque no tuvo mucho éxito. Sus obras se encuentran principalmente serializadas en la revista Ribon, con series publicadas en volúmenes recogidos por Shueisha.

## Obras

### Manga
- I·O·N (イ·オ·ン I.O.N.?) (1997)
- ¡Que difícil es ser una chica! (かんしゃく玉のゆううつ Kanshaku-dama no yūutsu?) (1998)
- Kamikaze Kaitō Jeanne (神風怪盗ジャンヌ Kamikaze Kaitō Jannu?) (1998-2000)
- Time Stranger Kyoko (時空異邦人KYOKO Jikuu Ihōjin KYOKO?) (2000-2002)
- Full Moon wo Sagashite (満月をさがして Furu Mūn wo Sagashite?) (2002-2004)
- Shinshi Dōmei Cross (紳士同盟 Shinshi Dōmei Kurosu?) (2004-2008)
- Zettai Kakusei Tenshi Mistress Fortune (絶対覚醒天使ミストレス·フォーチュン Zettai Kakusei Tenshi Misutoresu Fōchun?) (2008)
- Sakura Hime Kaden (桜姫華伝 Sakura Hime Kaden?) (2009-2012)
- Fuudanjuku Monogatari (風男塾物語 Fuudanjuku Monogatari) (2011)
- Neko to Watashi no Kinyôbi (猫と私の金曜日 Neko to watashi no kinyoubi) (2013~2015)
- 31 Ai Dream (31 アイドリーム San juu ichi ai durimu) (2013~En curso)

### Artbooks
- (2000) Tanemura Arina Irasuto Shuu Kamikaze Kaitō Jannu (種村有菜イラスト集 神風怪盗ジャンヌ?)[2]
- (2004) Furu Mūn o Sagashite Irasuto Shuu Tanemura Arina Korekushon (満月をさがしてイラスト集 種村有菜コレクション?)[3]
- (2008) Shinshi Dōmei Kurosu Tanemura Arina Irasuto Shuu (「紳士同盟クロス」種村有菜イラスト集?)[4]
- (2009) Paint Ribon Art of Sakura Hime Kaden (PAINTりぼん art of 種村有菜?)[5]